# Karangmulya (Kandanghaur)
Karangmulya is een bestuurslaag in het regentschap Indramayu van de provincie West-Java, Indonesië. Karangmulya telt 3119 inwoners (volkstelling 2010).